# Gradpassering
Gradpassering är i militära sammanhang en utbildningsform som består av en obligatorisk kortare tjänstgöring i lägre grader innan det är möjligt att fortsätta karriären som officer eller underofficer.

## Sverige
Begreppet har tidigare använts i svenska armén, där den som antagits som officer eller underofficer var tvungen att under två månader  genomgå gradpassering innan han fick tjänstgöra såsom officer eller underofficer. Gradpasseringen upphörde från 1883 års början genom förändrade bestämmelser för inträde till Krigsskolan.